# SkiFree
SkiFree es un videojuego de computadora creado por Chris Pirih, quien en ese entonces trabajaba como programador para Microsoft. El juego estaba incluido en las colecciones de juegos Microsoft Entertainment Pack en 1991. Además también fue incluido en The Best of Entertainment Pack para Game Boy Color.
En 2020 Microsoft lanzó Surf, un videojuego incluido en Microsoft Edge e inspirado en SkiFree. En 2021 se agregó una skin de invierno para el juego, donde el jugador esquía en vez de surfear y aparecen los yetis de SkiFree.

## Historia
Mientras era estudiante de la Universidad de Puget Sound, Chris Pirih escribió en Fortran un videojuego de texto antecesor a SkiFree llamado Ski para el sistema operativo VAX/VMS, inspirado en el videojuego Skiing para Atari 2600.
Pirih escribió "SkiFree" con el ordenador de su casa en C por diversión. El juego atrajo la atención del encargado del Microsoft Entertainment Pack cuando vio a Pirih jugando en el trabajo, de forma que lo incluyó en la siguiente entrega con su consentimiento; originalmente este juego fue llamado por Pirih como WinSki, pero fue comercializado por Microsoft como SkiFree en el Microsoft Entertainment Pack 3 en 1991.
El juego apareció en la recopilación Best of Windows Entertainment Pack en 1994 y fue portado a Macintosh. SkiFree fue también uno de los siete juegos disponibles en el The Best of Entertainment Pack para Game Boy Color en 2001.
En 1993, Pirih empezó a trabajar en una segunda versión del juego, pero esta se abandonó en favor de otros proyectos ya que el código original se había perdido.
Muchos salones de informática tenían estos juegos en los llamados disquete que usaban para guardar información, en la que se utilizaba mucho para como diversión en los años 2002 al 2004 como una tendencia.[cita requerida]
El 4 de abril de 2005, Pirih anunció que había recuperado el código fuente del juego y la creación de una versión de 32 bits de "SkiFree". La versión actualizada está disponible en el sitio oficial de SkiFree.
En enero de 2013, el desarrollador de videojuegos móviles GearSprout desarrolló y lanzó versiones para iOS de SkiFree y Rodent's Revenge. De acuerdo a Tommy Tornroos de GearSprout, la compañía contactó a Microsoft para lanzar versiones de SkiFree y Rodent's Revenge para iOS. Microsoft respondió que ya no reclamaba los derechos de los juegos. Sin embargo, debido a que la marca SkiFree estaba reservada, la compañía lanzó SkeeFree, que usaba contenido idéntico al de SkiFree. Una vez que la patente expiró, GearSprout cambió el nombre del juego a SkiFree cuando lo lanzó junto con Rodent's Revenge.
En mayo de 2020, Microsoft lanzó Surf, un juego con temática de surf e inspirado en SkiFree en su navegador Microsoft Edge, el cual se hizo accesible al escribir la URL especial edge://surf en la barra de direcciones. También está disponible cuando el navegador está desconectado de internet, de manera similar al Dinosaur Game en Google Chrome. Una actualización de 2021 cambió el juego para representar a un esquiador que es perseguido por el yeti de SkiFree en lugar del kraken habitual del juego.

## Versión de 32 bits
Debido a que la versión original de "SkiFree" era una aplicación de 16 bits para Windows, ejecutar el juego en las nuevas versiones de Windows acarreaba problemas de compatibilidad. Pirih apuntó que los usuarios de Windows XP pueden configurar el sistema operativo para ejecutar aplicaciones de 16 bits, lo cual solventó algunos de los problemas.
El problema desapareció en abril de 2005 cuando Pirih recuperó el código fuente y creó una versión de 32 bits.

## El juego
En "SkiFree" existen tres modos de juego:
- En freestyle el jugador debe esquiar a través de una interminable ladera evitando los obstáculos.

- En Slalom el jugador practica este mismo deporte, el slalom, hasta llegar a la meta.

- En Tree Slalom el jugador realiza lo mismo que en el slalom, pero aparecen muchos más obstáculos en forma de árboles.

En los tres modos de juego, al recorrer 2000 metros, aparecen yetis que intentan comerse al esquiador y son extremadamente difíciles de esquivar.